# Herzlova hora
Herzlova hora (hebrejsky הר הרצל‎, Har Hercel; nazývaná také Har ha-Zikaron, הר הזכרון‎, doslova „hora Vzpomínek“) je kopec a od roku 1951 také izraelský národní hřbitov v západní části Jeruzaléma, pojmenovaný po zakladateli moderního sionismu, Theodoru Herzlovi. Jeho hrobka se nachází na vrcholu kopce. Západně od Herzlovy hory se nachází památník obětem holocaustu Jad vašem.

## Dějiny
Ihned po vzniku Izraele v roce 1948, bylo rozhodnuto pohřbít vojáky izraelské armády v severní části hory Herzl. Poté, v roce 1951, bylo rozhodnuto pohřbít také vedení země na jižní části Herzlovy hory a založit místo v národním hřbitově Isral. O několik let později bylo také rozhodnuto pohřbít policisty a příslušníky dalších bezpečnostní sil na národním vojenském hřbitově.
V létě 1949 rozhodla vláda, že je potřeba založit národní hřbitov pro osobnosti Izraele a padlé vojáky izraelské armády. Herzlova hora je místem posledního odpočinku izraelských premiérů, např. Leviho Eškola, Goldy Meirové a Jicchaka Rabina (který je pohřben po boku své manželky Ley Rabinové). Na Herzlově hoře jsou pohřbeni také izraelští prezidenti a jiní významní židovští a sionističtí vůdci.
Herzlova hora je místem mnoha vzpomínkových akcí.

## Národní civilní hřbitov Státu Izrael (Chelkat gedolej ha'uma)
Je to hlavní izraelský hřbitov pro vedoucí představitele země.

### Herzlův hrob

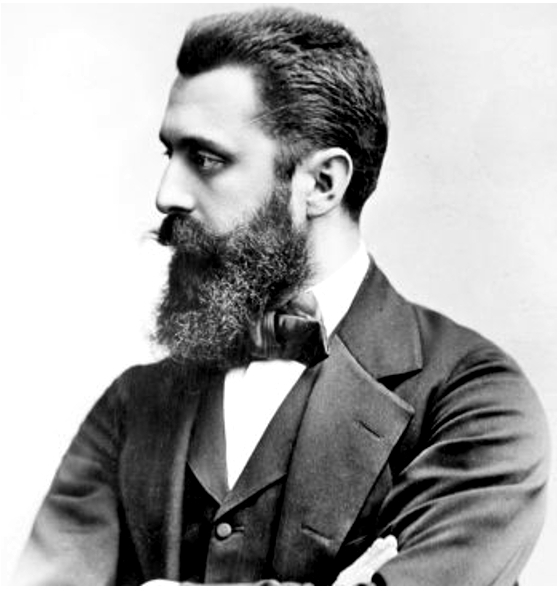
Theodor Herzl (1860–1904)

V roce 1903 napsal Theodor Herzl do své závěti:

„Přeji si být pohřben v kovové rakvi vedle mého otce a zůstat tam, dokud židovský lid nepřenese mé ostatky do Erec Jisra'el. Rakve mého otce, mé sestry Pauline a mých blízkých příbuzných, kteří do té doby zemřou, budou také přeneseny.“

Když o rok později Herzl zemřel, byl pohřben ve Vídni. O 45 let později, v roce 1949, byly jeho ostatky přeneseny a znovupohřbeny v Jeruzalémě. Místo jeho posledního odpočinku bylo vybráno zvláštní státní komisí. Bylo přijato 63 návrhů na vzhled náhrobku. Vítězný návrh Josepha Klarweina je zhotoven z prostého černého granitu, na němž je uvedeno jméno Herzl. Od roku 1951 je Herzlova hora používána jako izraelský národní hřbitov.
Navzdory Herzlovým výslovným přáním nebyly jeho děti pohřbeny po jeho boku. Z mnoha důvodů byly ostatky jeho syna a dcery převezeny do Izraele až v roce 2006. Místo, kde jsou pohřbeny ostatky jeho třetí dcery, která zahynula v Terezíně během holocaustu, je neznámé. Z jeho rodiny byl na Herzlově hoře pohřben jeho jediný vnuk v prosinci 2007.

### Herzlovo muzeum
Interaktivní muzeum na Herzlově hoře nabízí letmý pohled do života Theodora Herzla, muže, který stojí za snem o návratu do židovské vlasti. V roce 2010 bylo vedle muzea otevřeno Centrum sionistických studií.

### Prostranství na Herzlově hoře
Toto prostranství se každoročně užívá ke slavnostní připomínce Dne nezávislosti Izraele. Na severní straně prostranství je hrob Theodora Herzla, zakladatele moderního politického sionismu. Prostranství se nachází na nejvyšším místě Herzlovy hory v centru národního hřbitova. Během nácviku ke dni nezávislosti 18. dubna 2012 se zde zřítila konstrukce nesoucí osvětlení, zabila jednoho vojáka a zranila sedm dalších. Voják byl pohřben na blízkém vojenském hřbitově.

### Památník obětem terorismu v Izraeli
Památník obětem teroristických útoků připomíná izraelské oběti terorismu od roku 1851 do současnosti.

## Národní vojenský a policejní hřbitov
Hlavní hřbitov Izraelců padlých při obraně země. Nachází se v severní části hory. Jsou zde pohřbíváni izraelští vojáci padlí v boji v případě, že je rodina nechce nechat pohřbít jinde.

### Zahrada nezvěstných v boji
Zahrada nezvěstných v boji je památník Hrobu neznámého vojína a pamětní zahrada připomínající pohřešované vojáky Izraelských obranných sil a ty, kteří bojovali za předstátní Zemi izraelskou a jejichž místa odpočinku od roku 1914 až dodnes nejsou známa.

### Národní pamětní síň pro padlého Izraele
Národní pamětní síň, také nazývaná Síň jmen, byla postavena u vchodu na Národní vojenský a policejní hřbitov k uctění památky 22 684 vojáků a příslušníků bezpečnostních složek, kteří padli při obraně Izraele od roku 1860.

## Monumenty a památníky

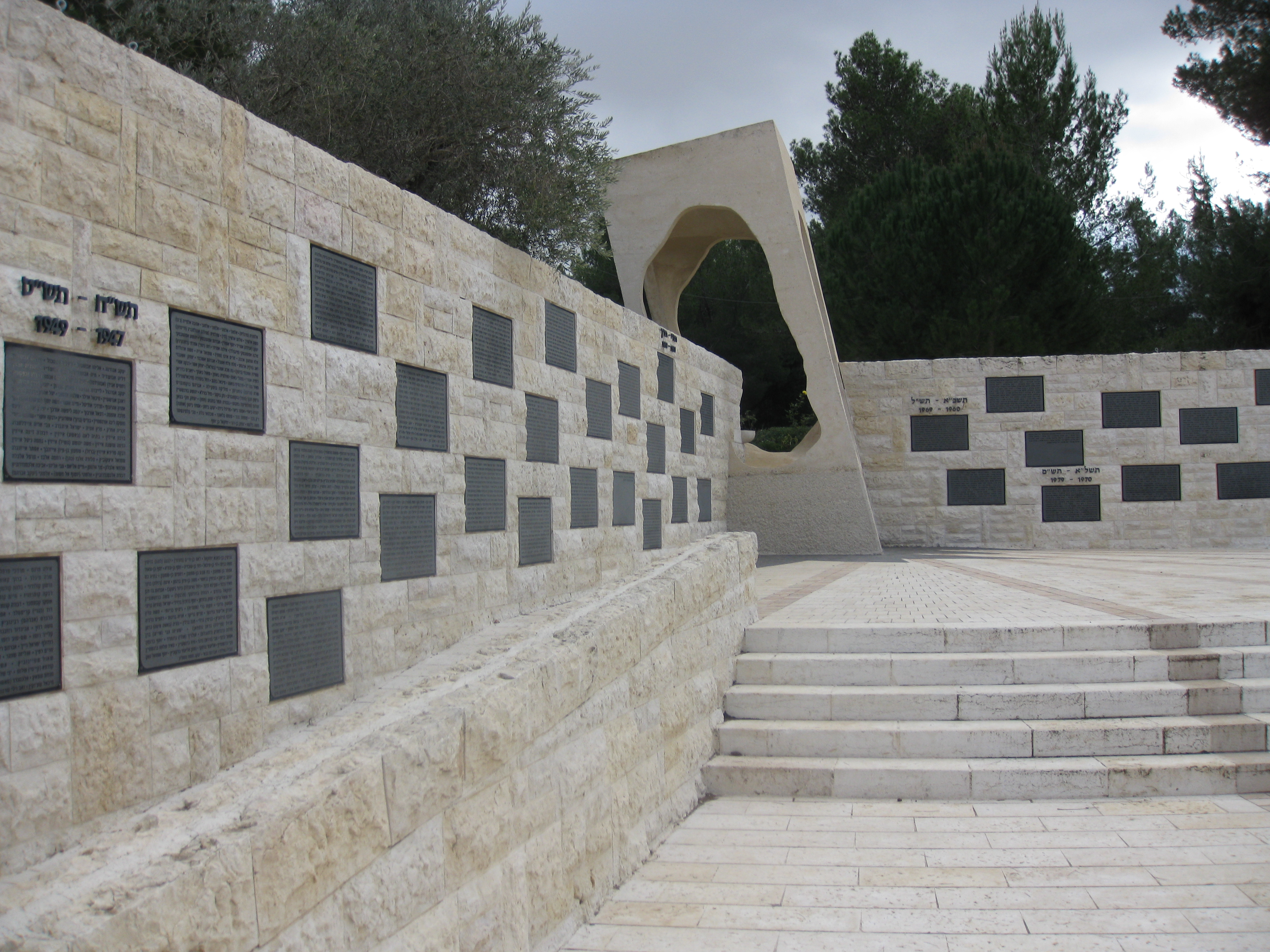
Památník obětem teroru v Izraeli
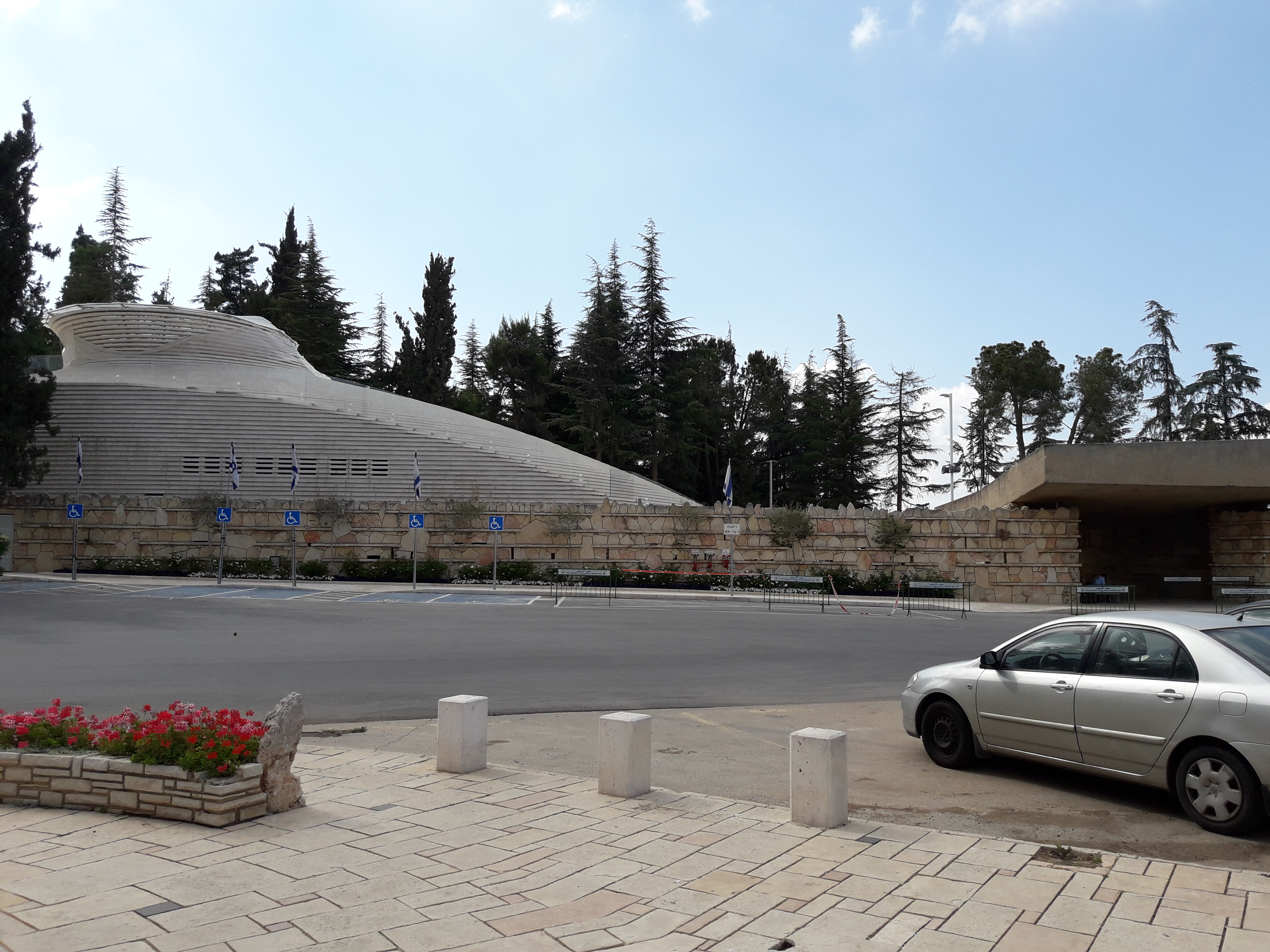
Národní pamětní síň pro padlého Izraele
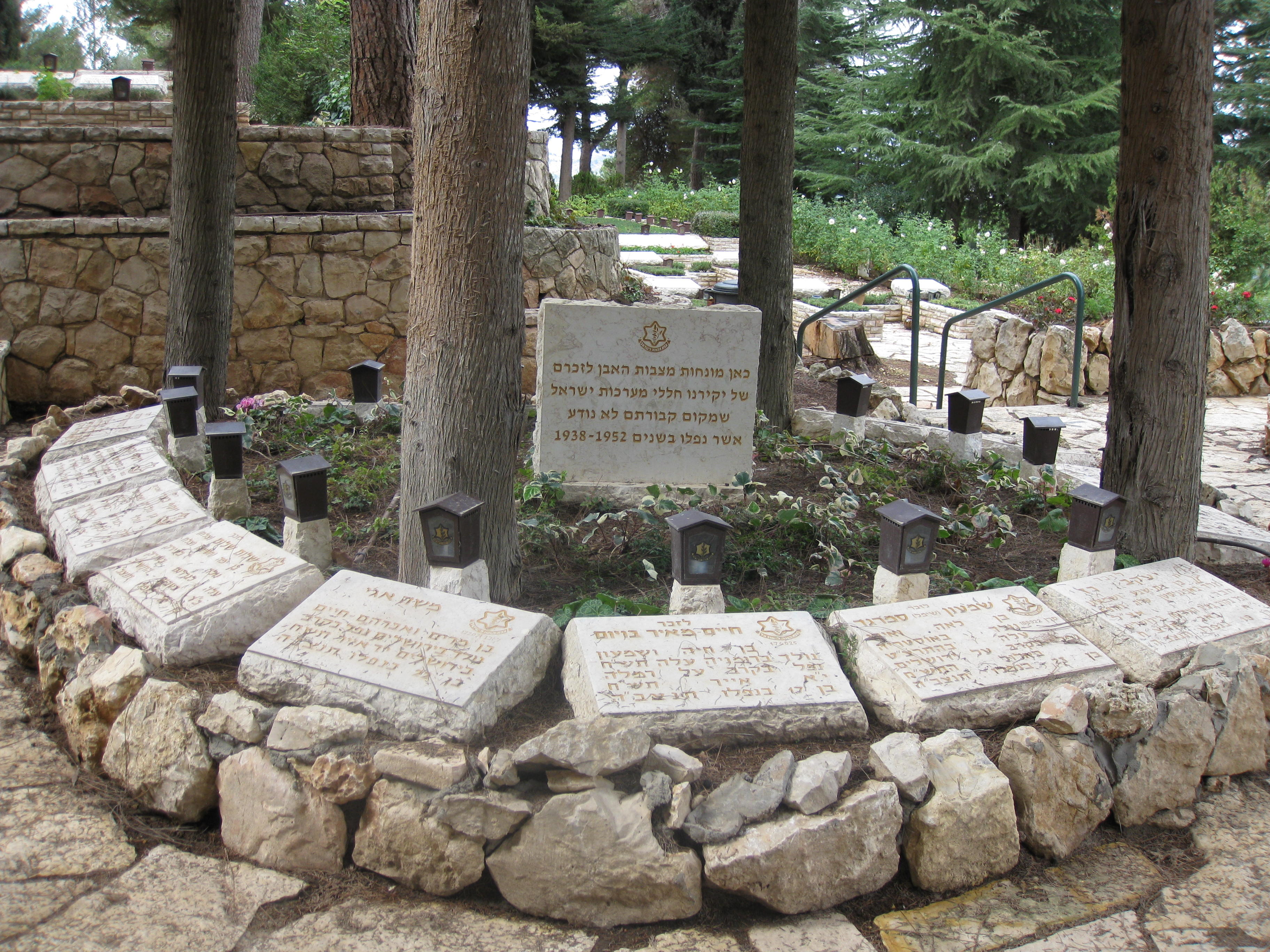
Zahrada nezvěstných v boji
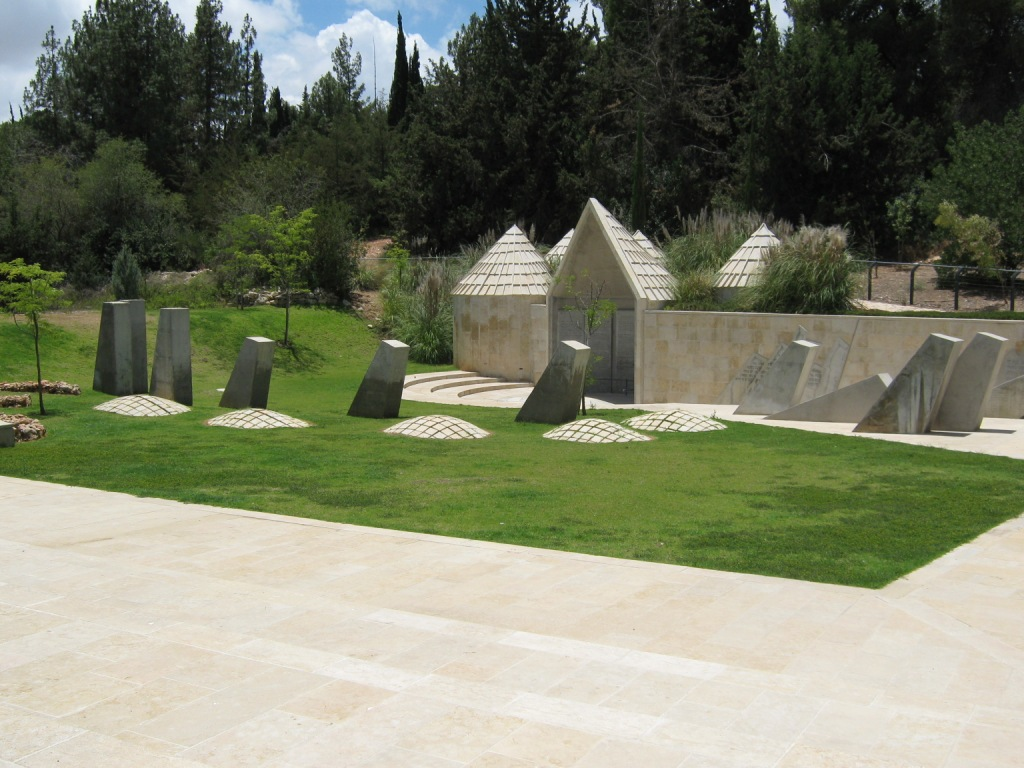
Památník etiopských Židů zabitých na cestě do Izraele
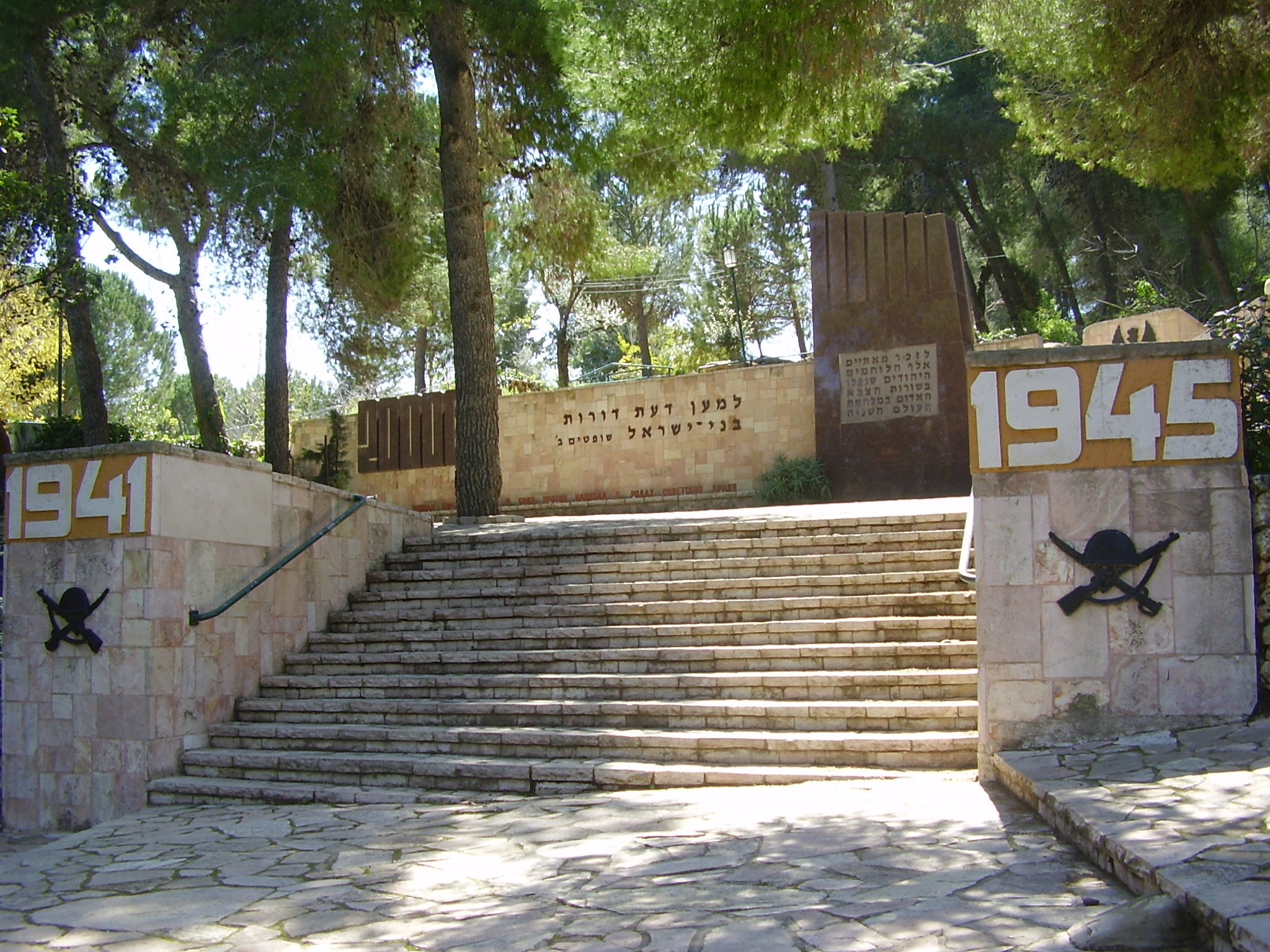
Památník židovských vojáků, kteří bojovali v ruské armádě během druhé světové války
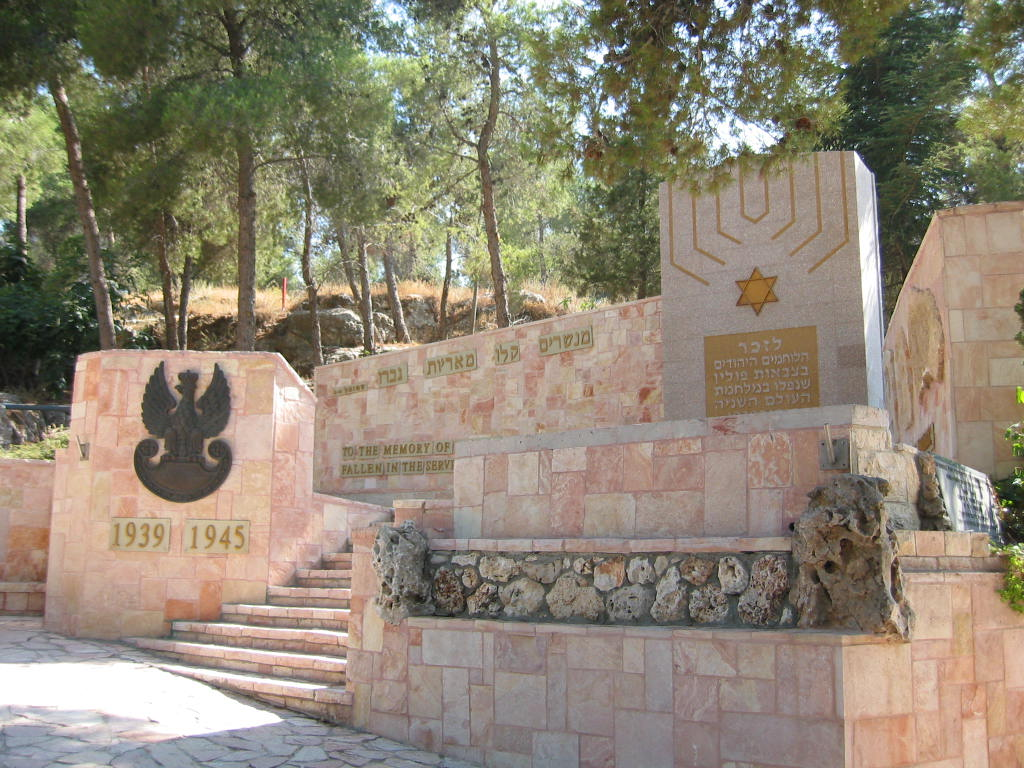
Památník židovských vojáků, kteří bojovali v polské armádě během druhé světové války
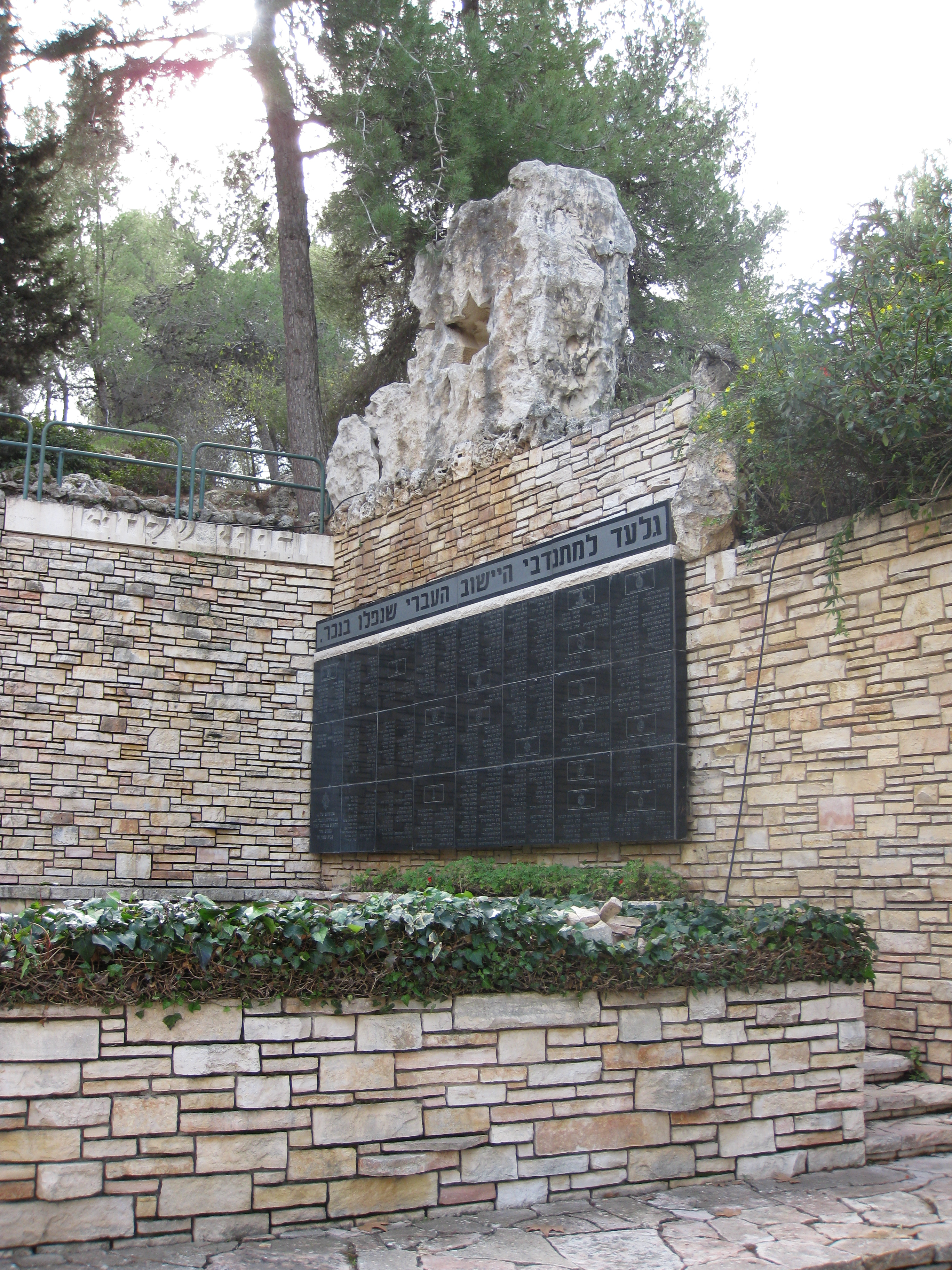
Památník židovských vojáků, kteří bojovali v britské armádě během druhé světové války v Palestině
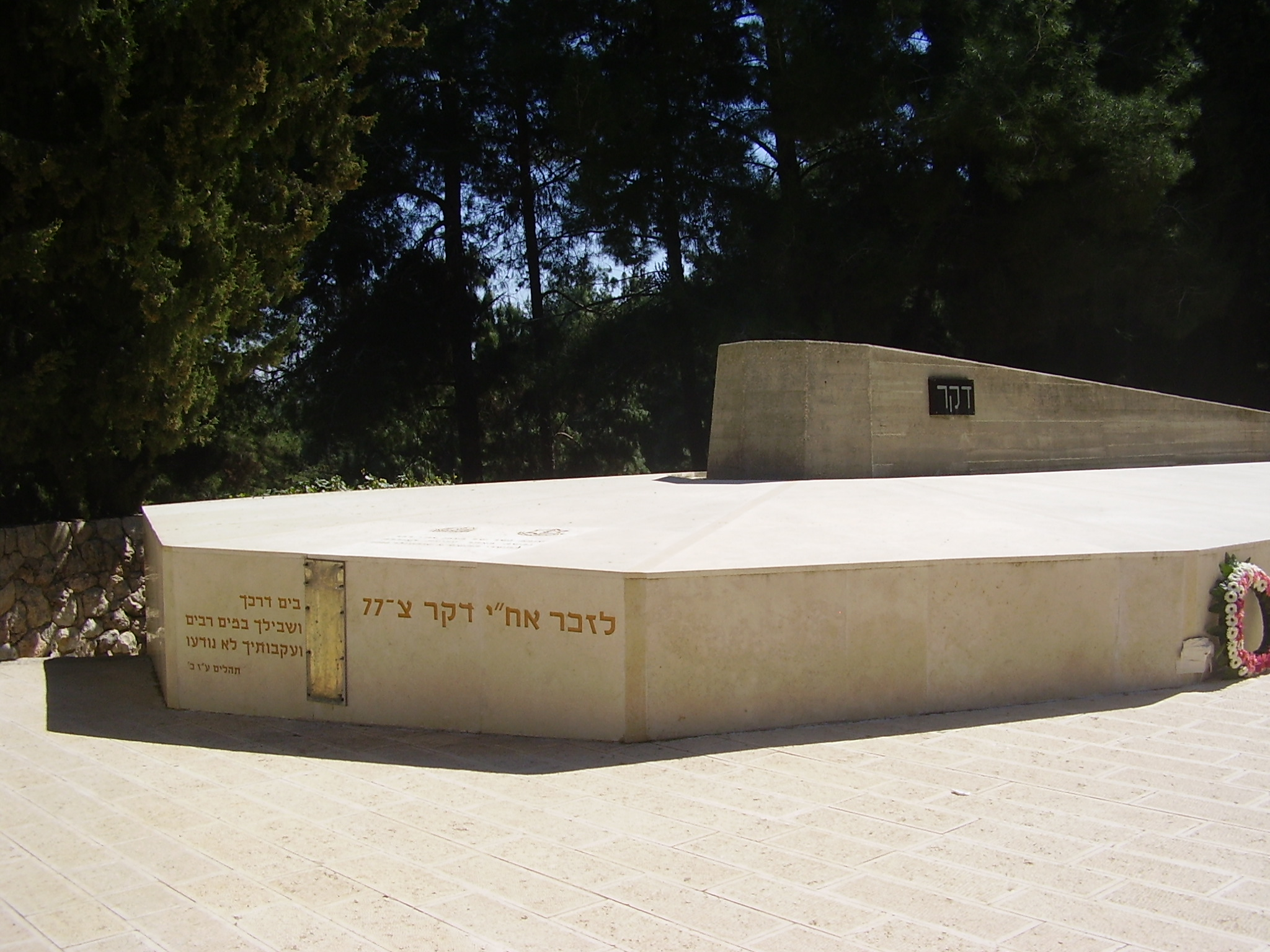
Památník ponorky INS Dakar
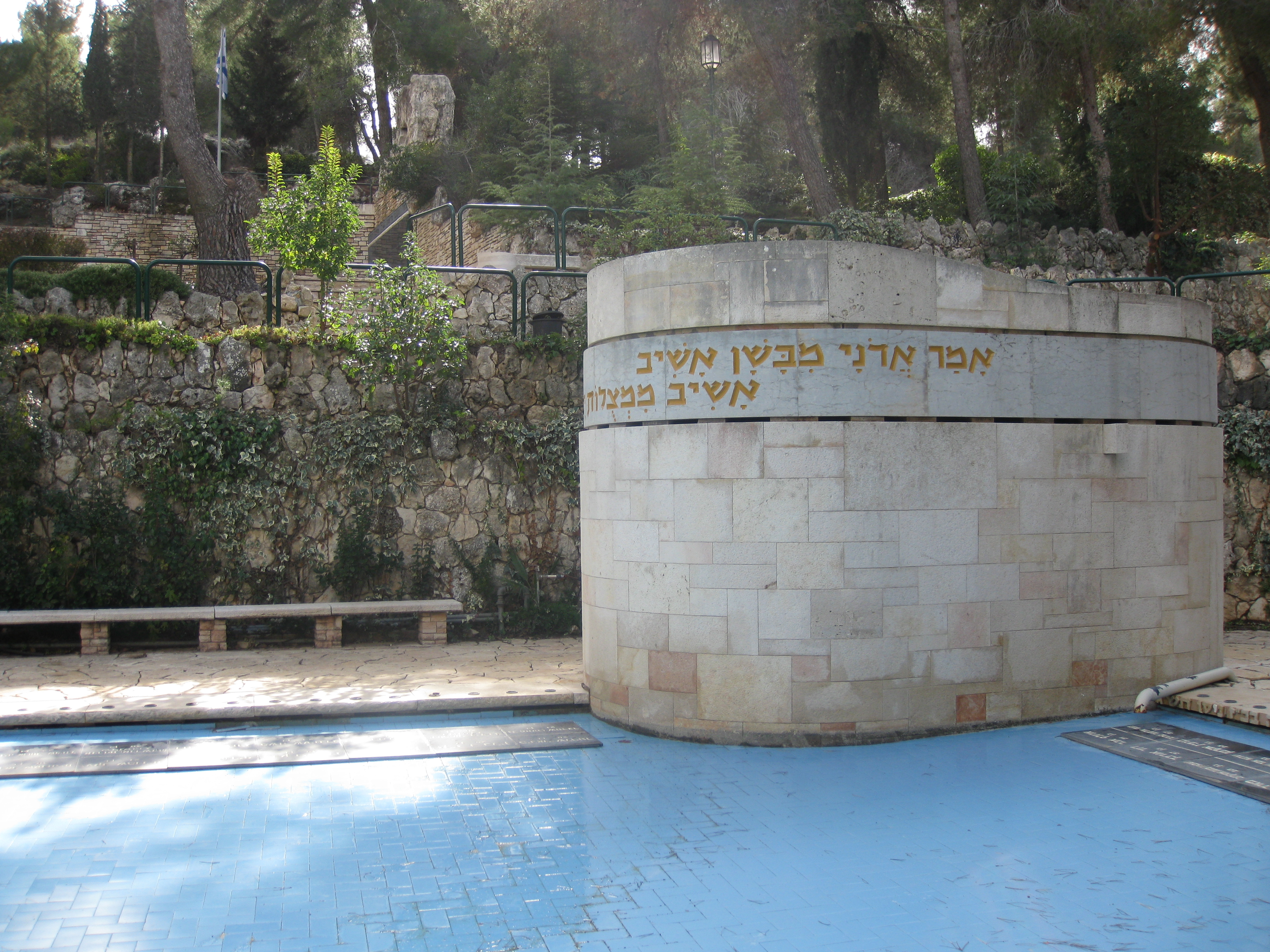
Památník Erinpury
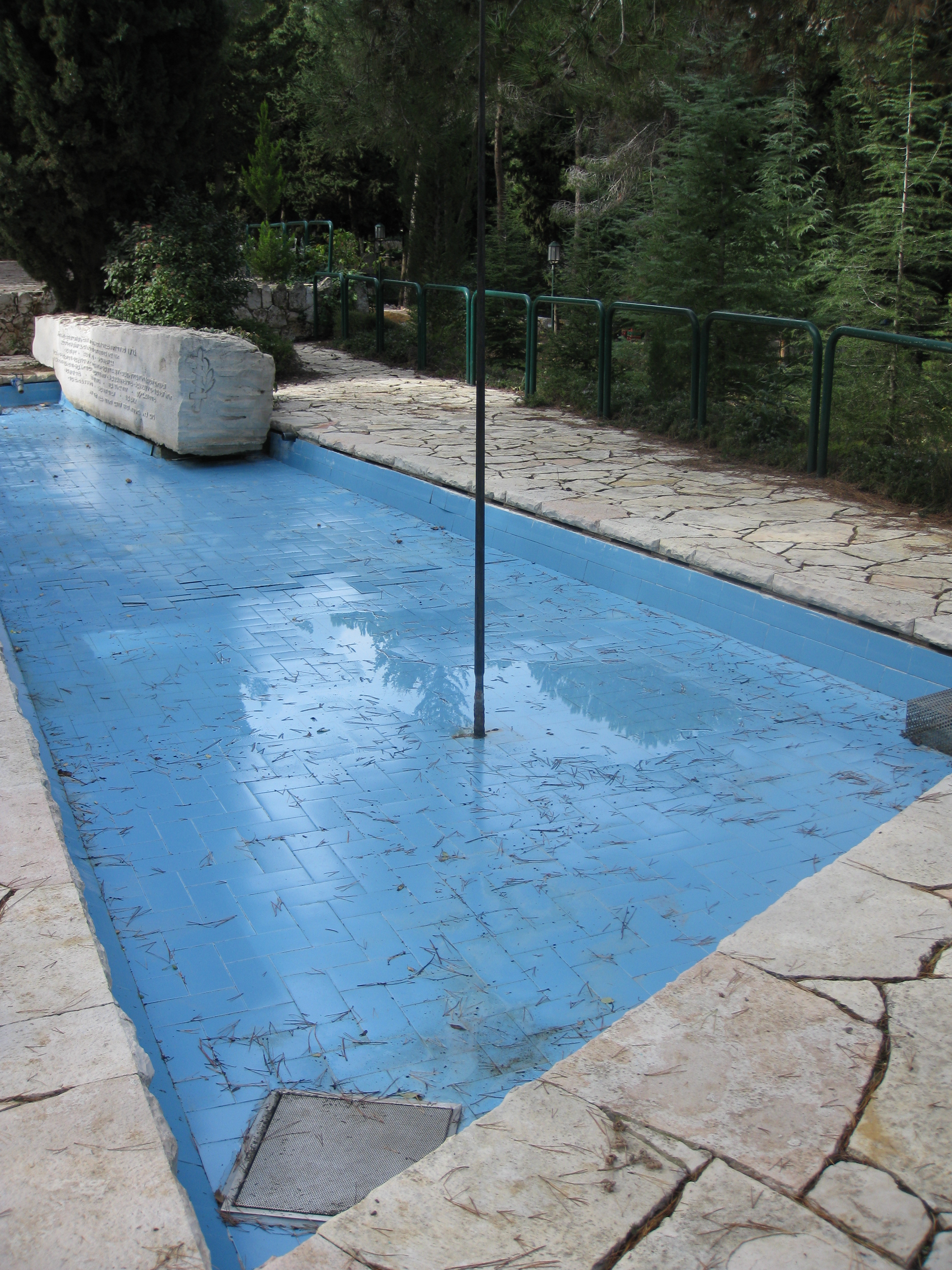
Památník 23 námořníků
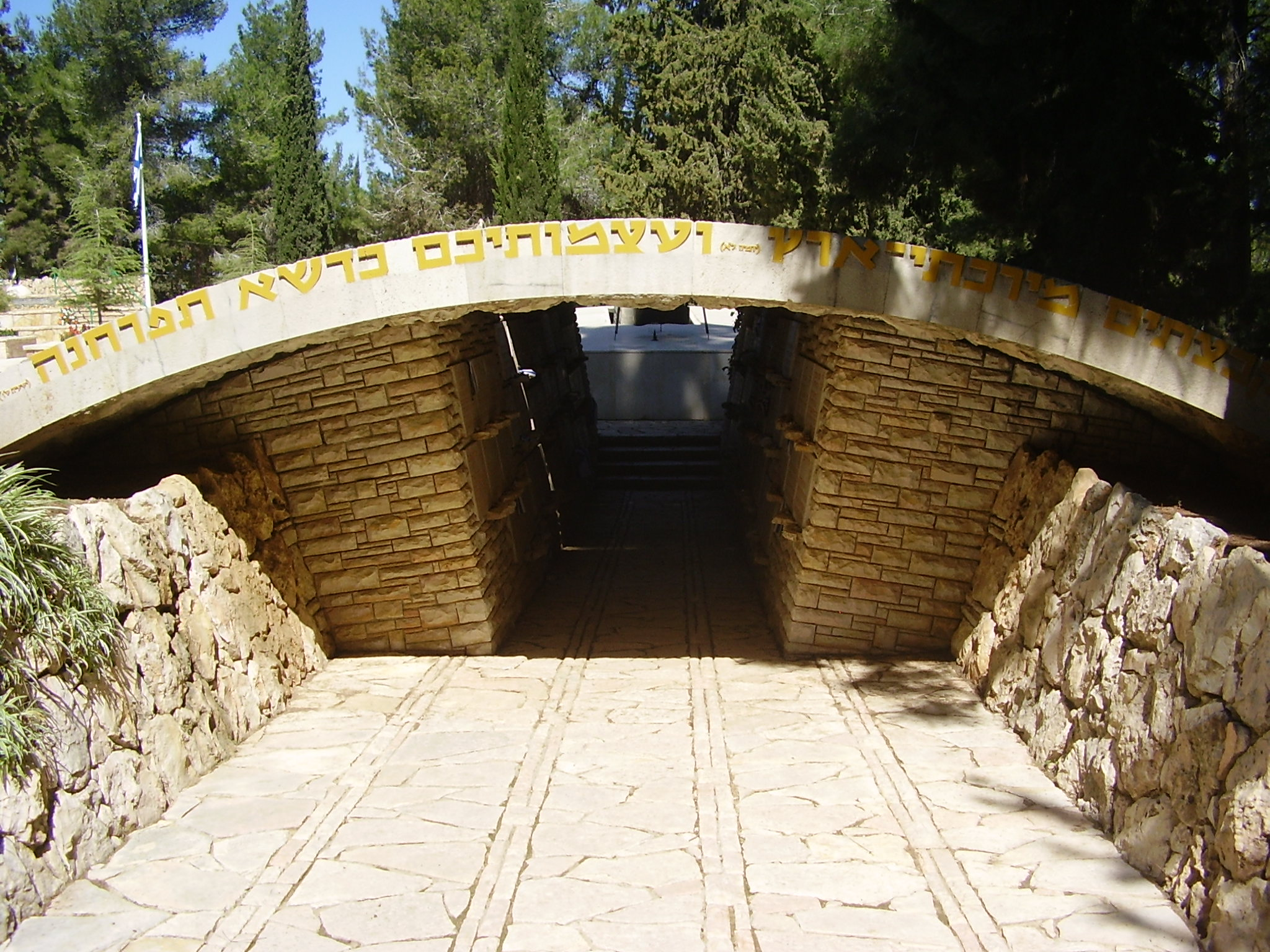
Památník obyvatel židovské čtvrti jeruzalémského Starého města, kteří padli v roce 1948
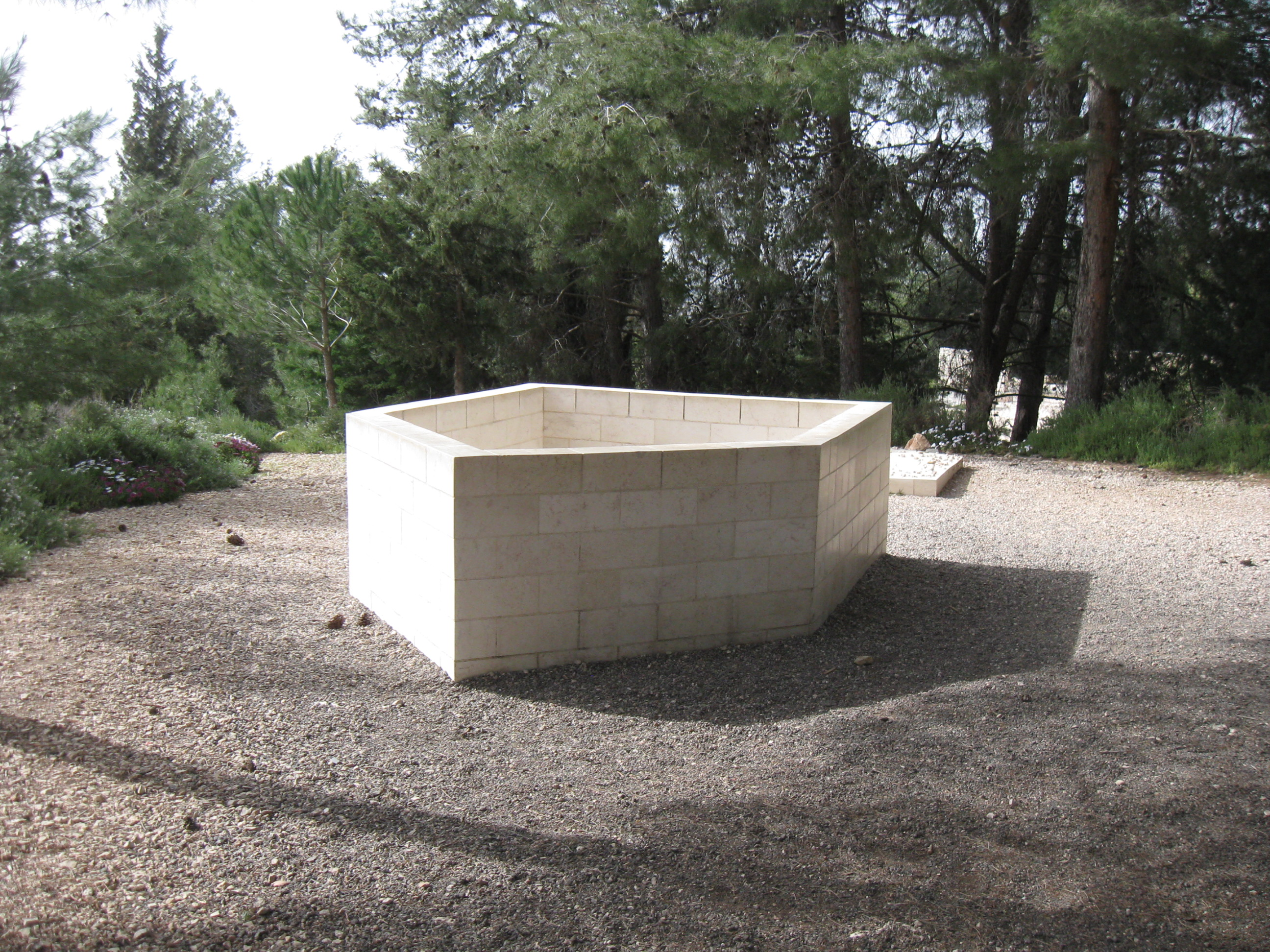
Památník Posledního přeživšího holocaustu, jenž padl ve válce roku 1948

## Hora Vzpomínek
Hora vzpomínek se nachází západně od Herzlovy hory a dosahuje 806 metrů nad mořem. Na hoře se nachází památník Jad vašem.

## Galerie

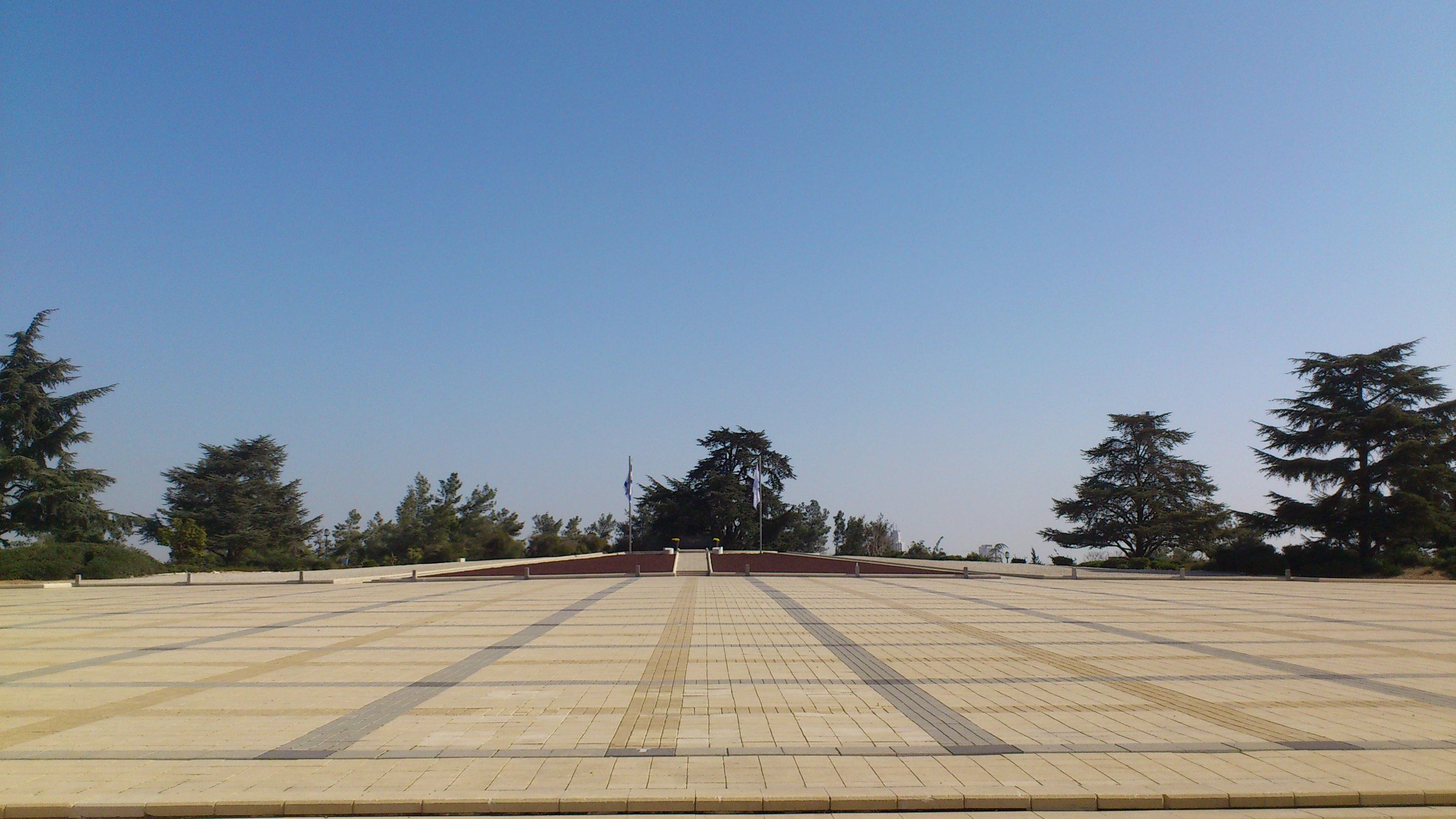
Prostranství na Herzlově hoře
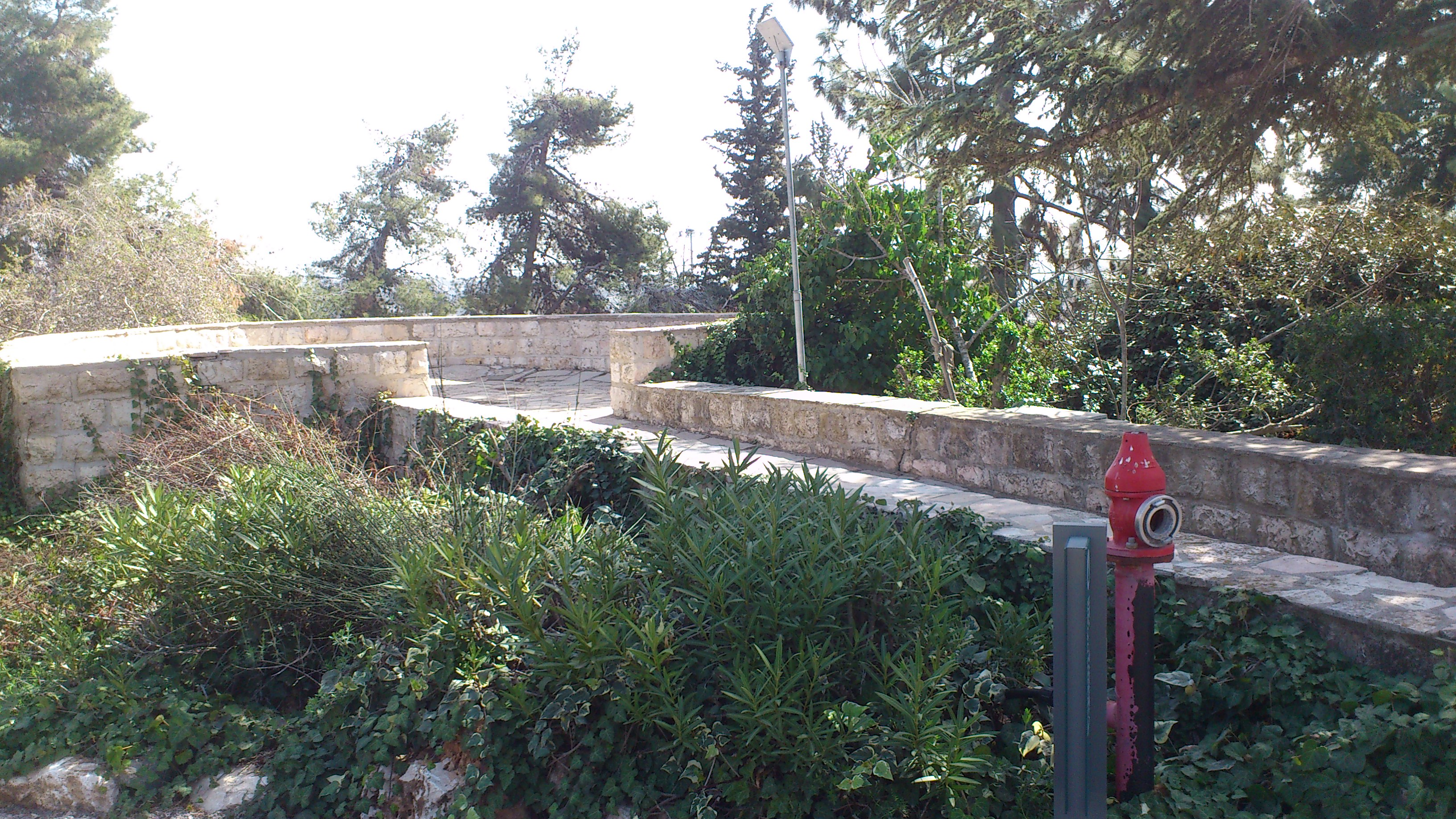
Vyhlídka
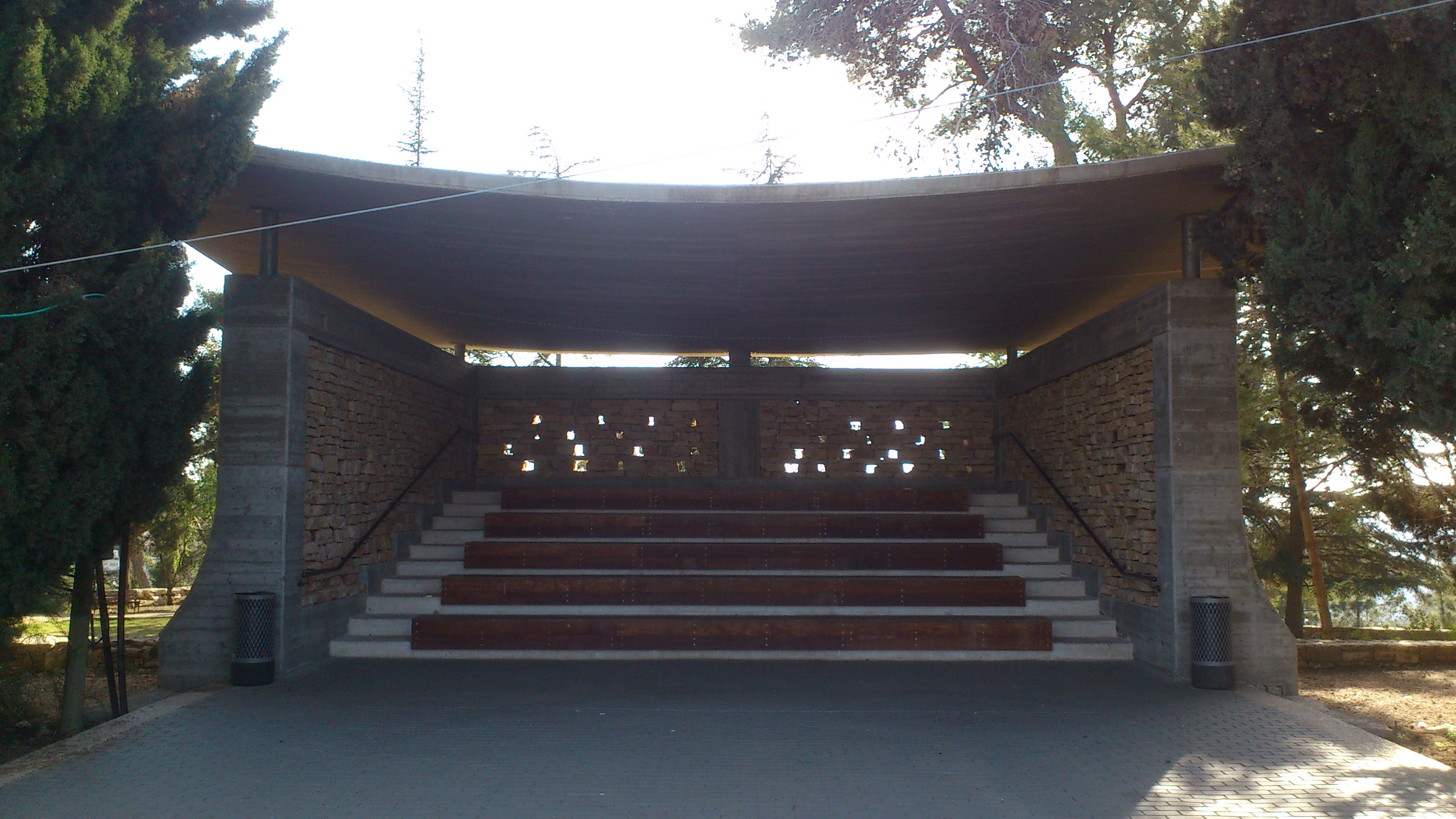
pavilón
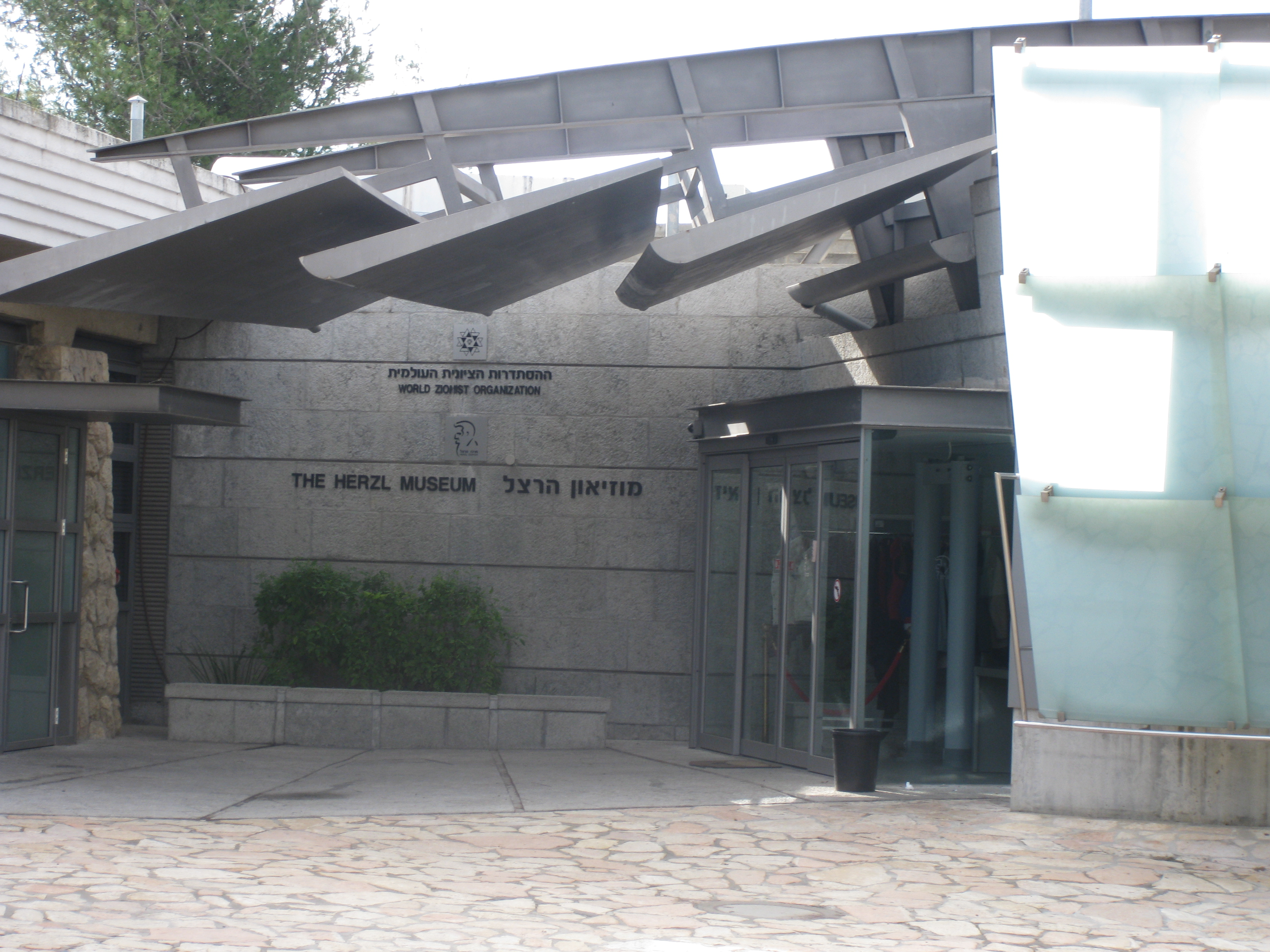
Herzlovo muzeum
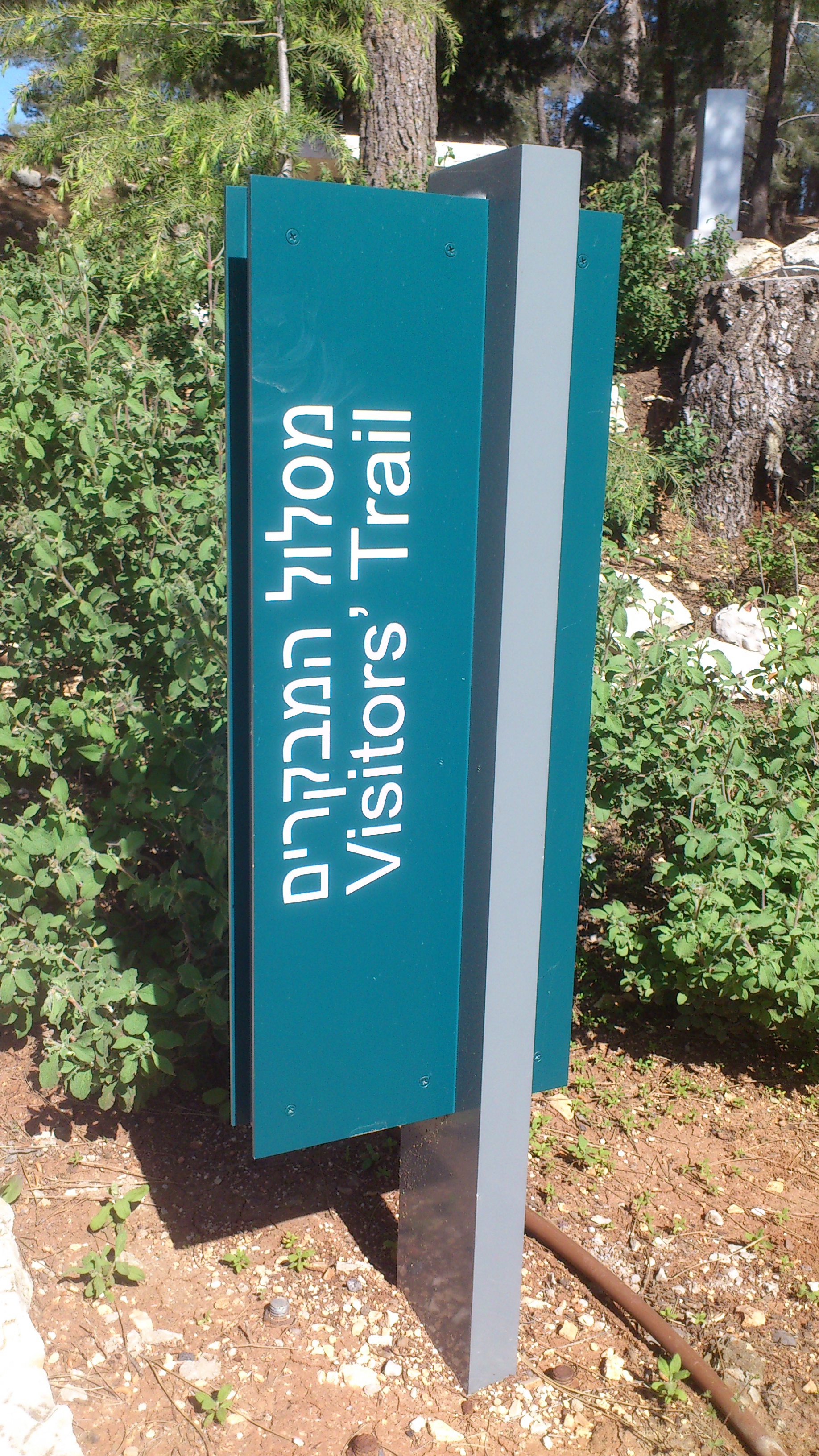
Návštěvnická stezka
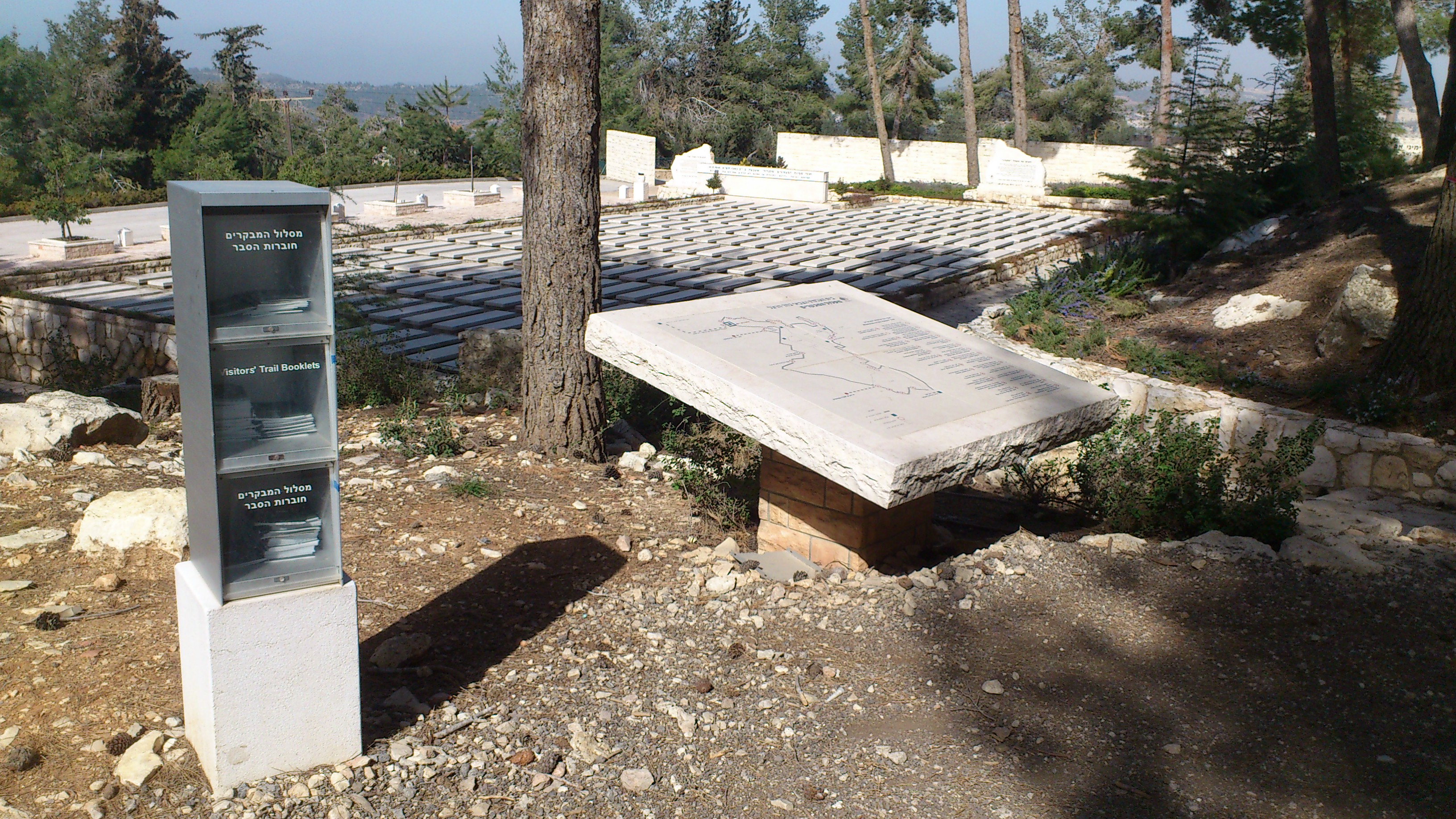
Mapa body bookletu s vysvětlením
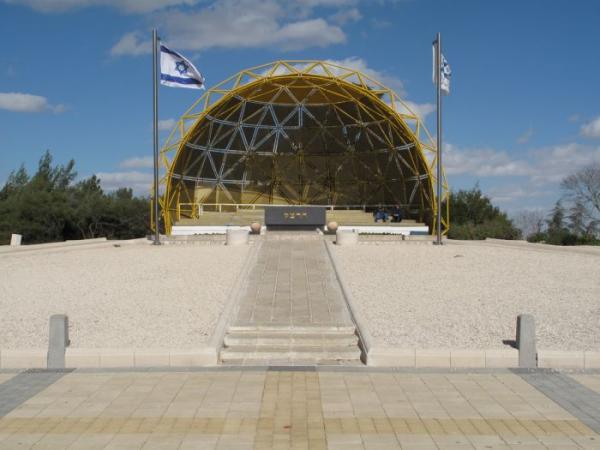
Prostranství na Herzlově hoře
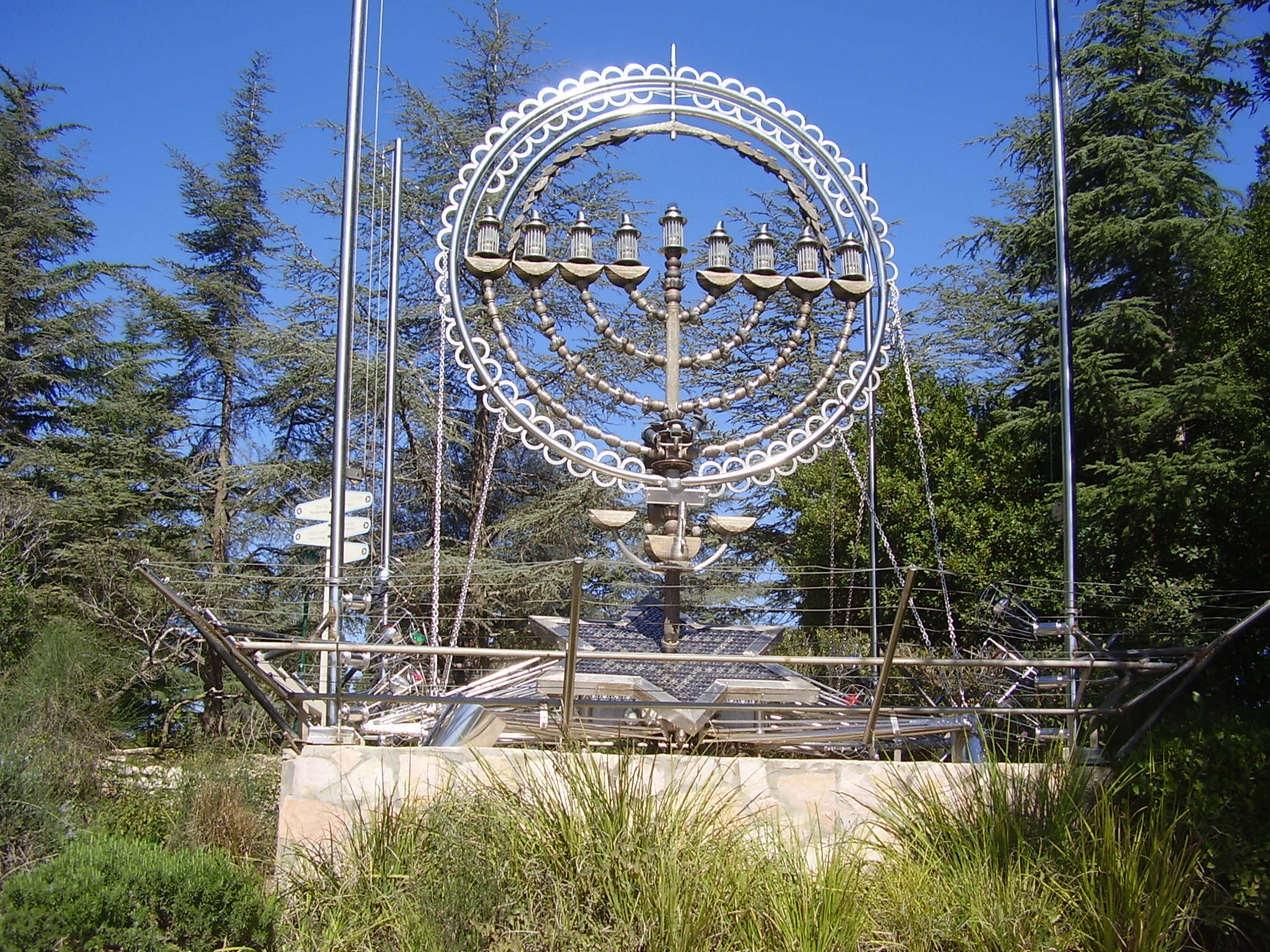
Skulptura menory na Herzlově hoře
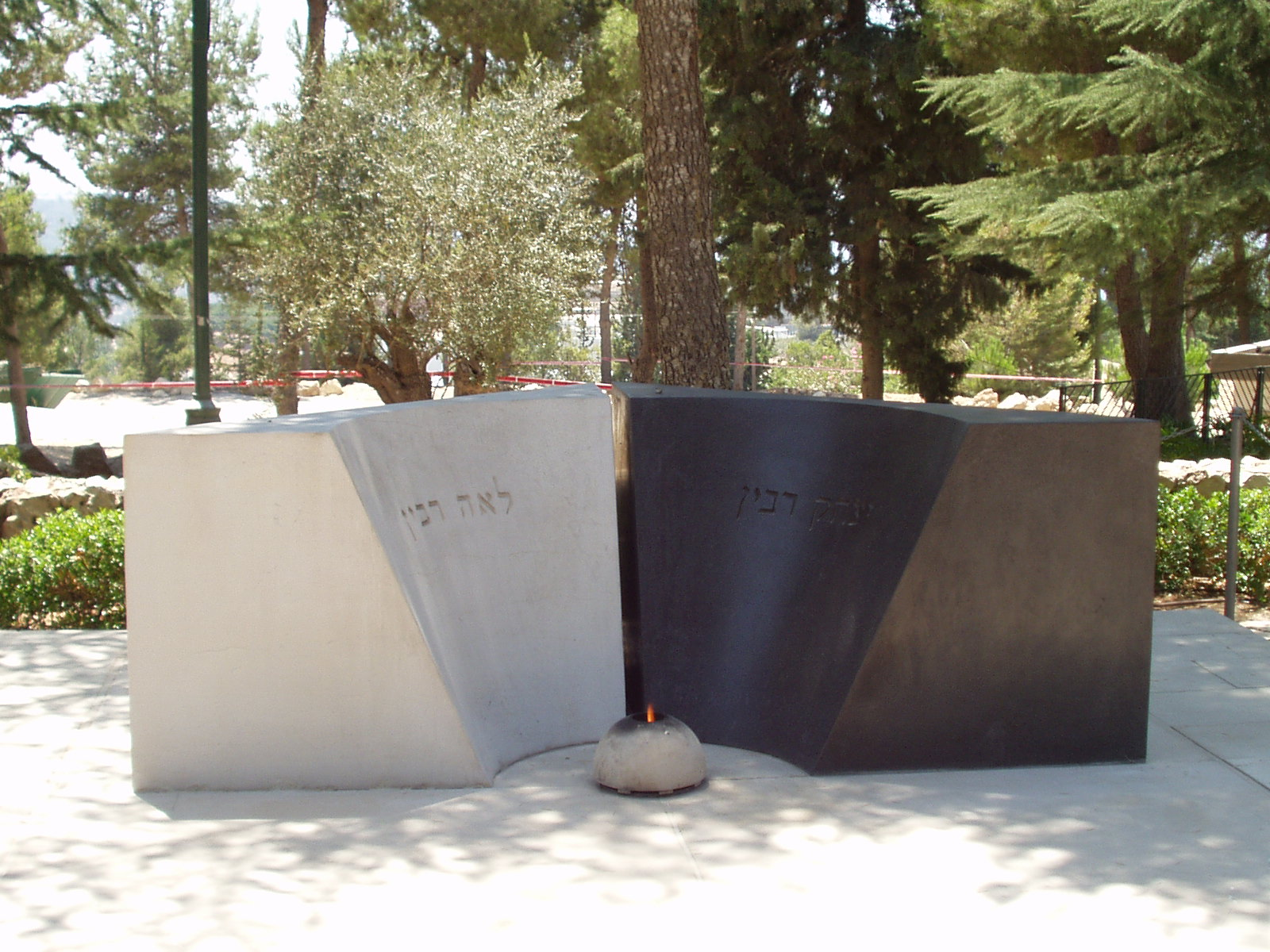
Hrob Jicchaka Rabina
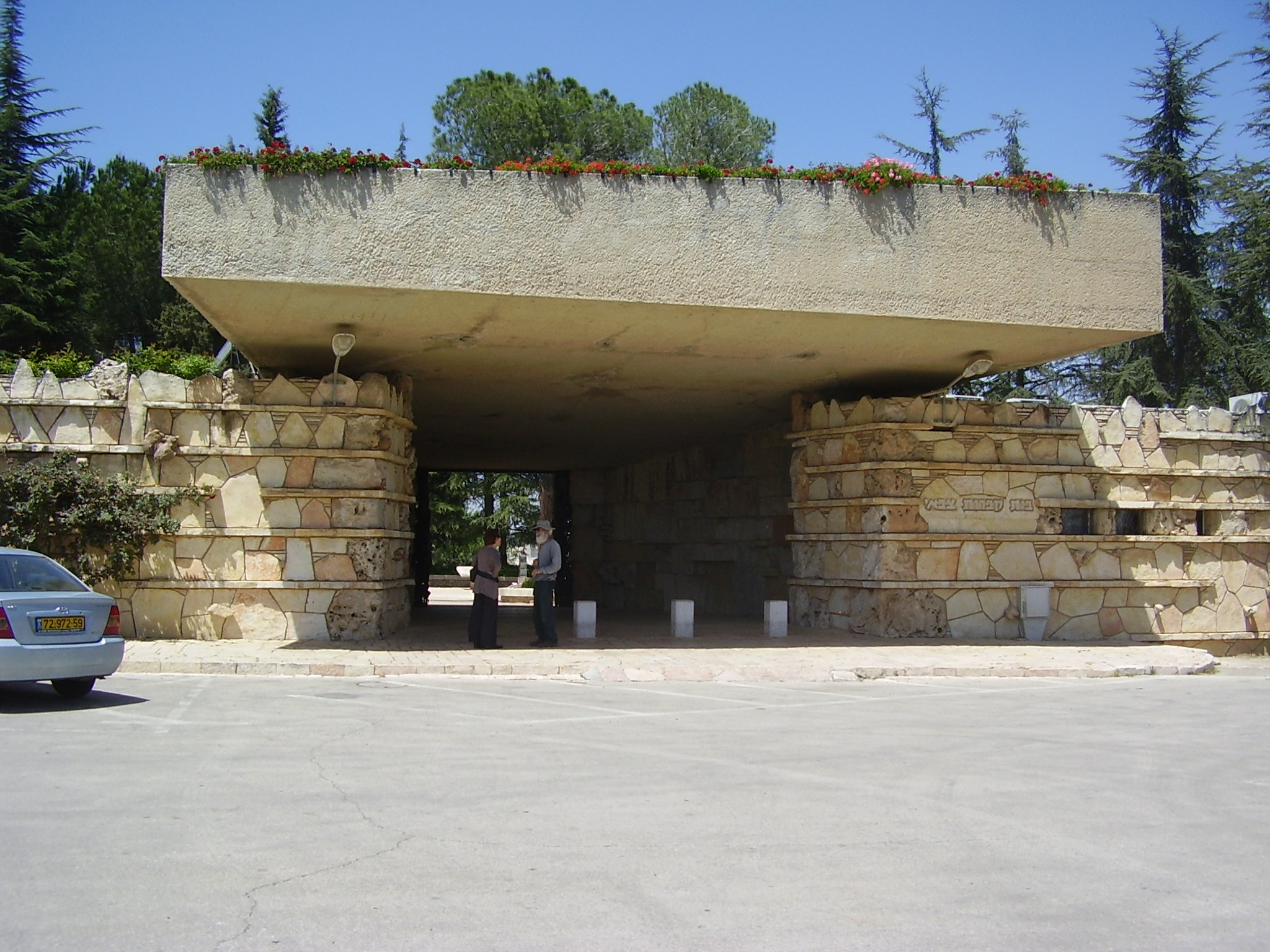
Národní vojenský a policejní hřbitov
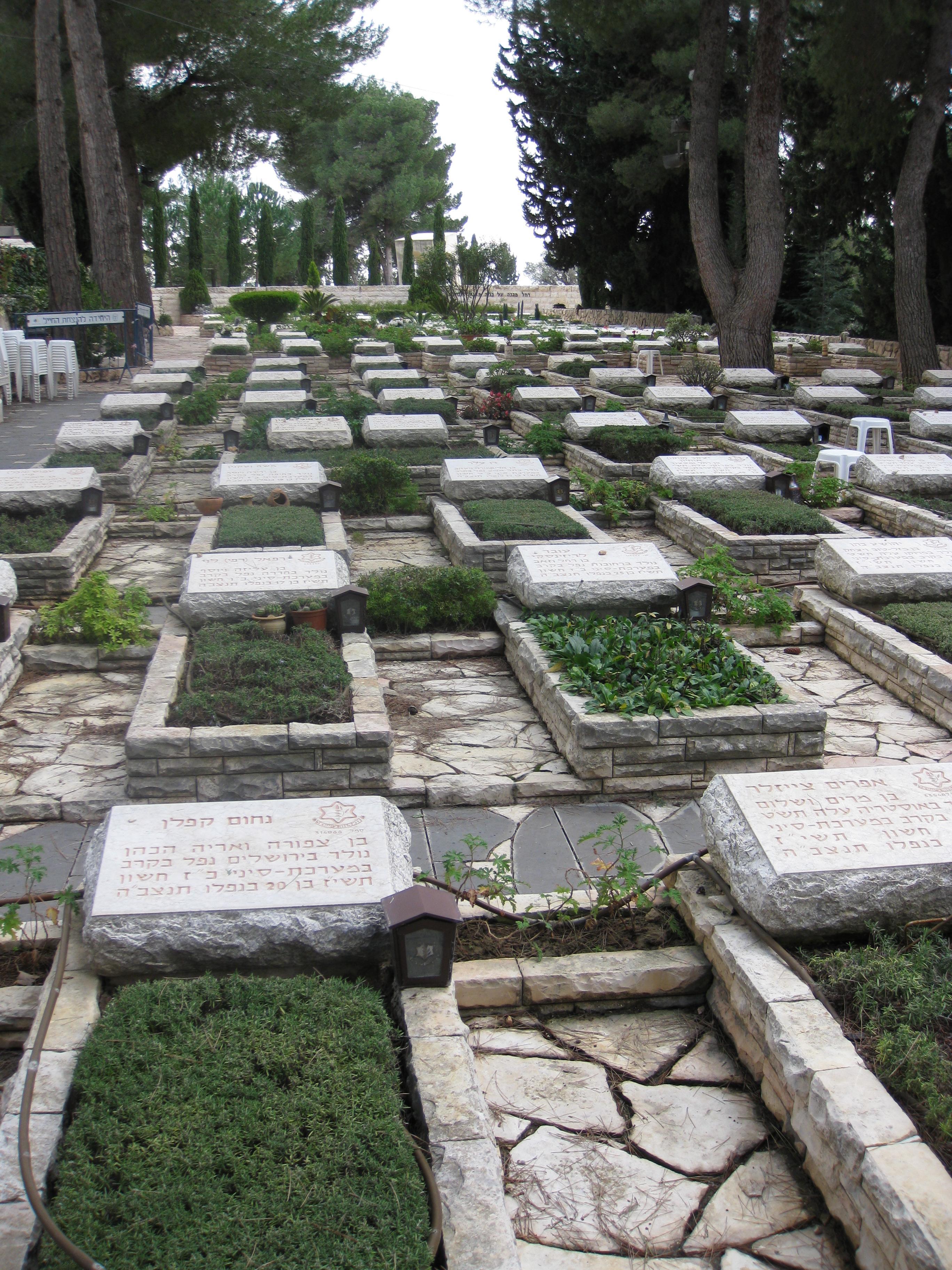
Národní vojenský a policejní hřbitov
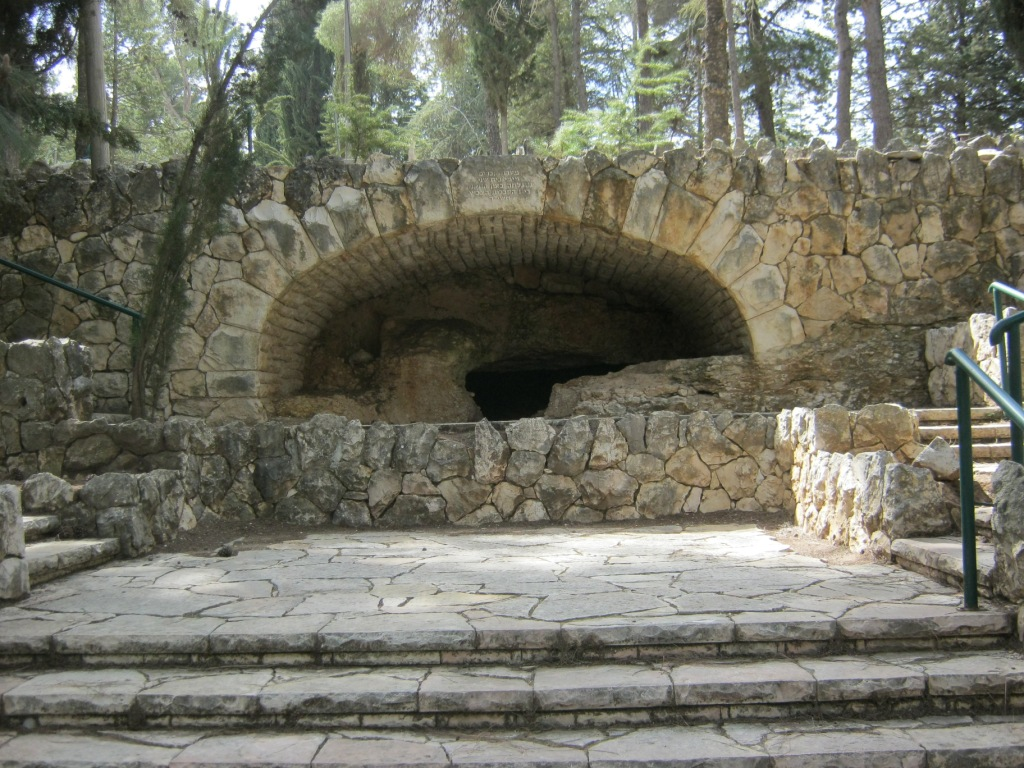
Starověká židovská pohřební jeskyně z období druhého chrámu